# Parafia św. Klemensa w Zawoi
Parafia św. Klemensa papieża i męczennika w Zawoi – parafia archidiecezji krakowskiej, wchodząca w skład dekanatu Maków Podhalański.
Kościół parafialny pw. św. Klemensa znajduje się w centrum Zawoi.

## Historia parafii
Parafia została erygowana w 1819 z dotacją dla księdza proboszcza i dwóch księży wikarych. Ziemie nowej parafii zostały wydzielone z parafii w Makowie Podhalańskim.
W latach 1835–1855 pierwszym proboszczem w Zawoi był ks. Marcin Leśniak, który 4 września 1846 otrzymał urząd dziekana makowskiego i inspektora szkół ludowych. W czasie jego duszpasterzowania, w 1847 Zawoję, jak i całą Galicję nawiedził wielki głód, a wraz z nim epidemia tyfusu i cholery, w wyniku których zmarło 889 parafian. Ksiądz Marcin Leśniak organizował akcję pomocy, sprowadzając żywność dla głodujących i pożyczając pieniądze potrzebującym. Zmarłych na zarazę nie chowano na cmentarzu parafialnym. Tworzono odrębne zbiorowe mogiły i cmentarze "cholerycze", z dala od zabudowań wsi. W Zawoi taki cmentarz, według ustnej tradycji, był usytuowany przy drodze wiodącej od Fujaków na Przysłop, za mostem na Skawicy, po lewej stronie. Znajdująca się tam kapliczka miała zostać wzniesiona w intencji zmarłych, dla upamiętnienia miejsca ich pogrzebania.
Ks. Leśniaka zakupił też grunt dla szkoły, położony w pobliżu kościoła, po przeciwnej stronie drogi do Skawicy. Założył również ogród plebański. Ks. Marcin Leśniak uporządkował dokumenty parafialne Zawoi i sporządził z nich odpisy w Liber documentorum. Dla upamiętnienia księdza Leśniaka w kościele w Zawoi ufundowano pamiątkową tablicę.
Następcą ks. Marcina Leśniaka został ks. Franciszek Ksawery Würfel pochodzący z Chocieborza we wschodnich Czechach. Sprawował on urząd proboszcza od 1856 do swojej śmierci w 1860. Z jego inicjatywy dokonano odnowienia ołtarza głównego i pięciu ołtarzy bocznych w kościele. Także ks. Würfel poświęcono pamiątkową tablicę, która znajduje się w prezbiterium kościoła.
Kolejnym proboszczem został ks. Jan Warzecha, który objął urząd w 1861, przechodząc z probostwa w Osielcu. W Zawoi pracował do 1876. Za jego kadencji, w 1872 sprawiono do kościoła i wstawiono do ołtarza bocznego płaskorzeźbę Matki Bożej Różańcowej. W tymże roku w Zawoi z inicjatywy ks. Warzechy wzniesiono murowaną, piętrową szkołę. Związek szkoły z kościołem utrzymywał się bardzo silnie. Gdy w 1872 trwały spory i starania o wykup serwitutów leśnych dla parafii, obliczając potrzeby drewna, uwzględniano również zapotrzebowanie również organistówki i szkoły. Wówczas też przypomniano mieszkańcom wsi o zobowiązaniu do transportowania drewna z lasu dla plebanii i związanych z nią budynków, w tym również dla szkoły.
Kolejnym duszpasterzem został ks. Michał Jurkowski, który pełnił swoje obowiązki od 1877 do śmierci w 1897. W czasie jego rządów zaszły w parafii zawojskiej istotne zmiany. Jedną z ważniejszych był powrót parafii wraz z dekanatem makowskim do diecezji krakowskiej. Do 1880 diecezja tarnowska była najrozleglejszą i najludniejszą z diecezji łacińskich w Galicji. Próby rewizji granic napotykały opór biskupa Józefa Pukalskiego. W 1880 papież Leon XIII wydał bullę Sanctae Apostolicae Sedis, która regulowała granicę diecezji krakowskiej i tarnowskiej. Do diecezji krakowskiej wróciło wówczas pięć dekanatów w całości i po kilka parafii z czterech dalszych. Wśród nich pięć parafii z dekanatu makowskiego, jednak bez Zawoi. Biskup Albin Dunajewski, pełniący obowiązki ordynariusza krakowskiego do 1879, zabiegał o dalsze korekty granic diecezji. Jego starania zostały uwieńczone powodzeniem – po śmierci biskupa tarnowskiego Józefa Pukalskiego, papież Leon XIII w bulli Supremo catholicae familiae Moderatori z 27 marca 1886 już trwale określił granice obu diecezji. Ustalone wówczas granice diecezji dotrwały do czasu odzyskania przez Polskę niepodległości. Dekanat makowski znalazł się w całości w diecezji krakowskiej i tak pozostaje do chwili obecnej. 17 czerwca 1886, podczas uroczystego nabożeństwa w katedrze wawelskiej, księża z parafii powracających do diecezji krakowskiej złożyli homagium ordynariuszowi Albinowi Dunajewskiemu.
W drugiej połowie XIX wieku liczba parafian systematycznie rosła, ulegając niemal podwojeniu między 1850 a 1890. Od lat siedemdziesiątych XIX wieku rozwijał się w Zawoi ruch bractw i towarzystw pobożnych. W 1875 powstało Bractwo Apostolstwa Modlitwy. W następnym roku powołano Arcybractwo Wiecznego Różańca i Bractwo Żywego Różańca. W 1887 powstało Bractwo III Zakonu św. Franciszka, do którego na wstępie wpisało się ponad sto osób. W 1890 powołano Bractwo Wstrzemięźliwości, które miało za zadanie wspierać walkę z pijaństwem. Codzienna posługa duszpasterska w Zawoi została opisana w aktach diecezjalnych z 1886.

## Kościół parafialny

### Pierwszy kościół w Zawoi 1757–1888
Jak podają kroniki za panowania Augusta III i biskupa krakowskiego Andrzeja Załuskiego w latach 1757–1759 kosztem mieszkańców wsi i hrabiego Jana Wielopolskiego na polanie zwanej Jastrzębią Starą Niziną zbudowano pierwszy kościół. Uroczystego poświęcenia dokonał ksiądz infułat Jacek Łopacki. W dniu 7 maja 1825 biskup tarnowski Grzegorz Tomasz Ziegler dokonał konsekracji pierwszego kościoła w Zawoi. Była to budowla drewniana, konstrukcji zrębowej, szalowana zewnątrz pionowym deskowaniem. Dach był kryty gontem. Kościół był orientowany, czyli zwrócony prezbiterium ku wschodowi. Wzniesiono go na planie krzyża z transeptem, czyli nawą poprzeczną i szeroką, choć dość krótką, nawą główną. Prezbiterium o szerokości i długości równej dzisiejszemu było zamknięte trójbocznie. Nad skrzyżowaniem nawy głównej i poprzecznej wznosiła się kopuła. Do prezbiterium przylegały dwa pomieszczenia na planie prostokąta – od północy zakrystia, od południa skarbiec. Korpus kościoła flankowały dwie kruchty boczne. Od południa do korpusu przylegała jeszcze jedna przybudówka, mieszcząca schody na chór. Prezbiterium, nawę poprzeczną i główną nakrywały dachy dwuspadowe. Kopuł o spłaszczonym wykroju, opisanym łukiem odcinkowym, wznosiła się na niewydatnym tamburze, ponad dachami nawy i prezbiterium. Zwieńczenie kopuły stanowiła latarnia o barokowym kształcie, nakryta półkulistym hełmem. Była to latarnia pozorna lub wtórnie zaślepiona, gdyż we wnętrzu świątyni, pod kopułą panował mrok. Z zewnątrz widoczne było narastające piętrzenie się brył – prezbiterium, transept, niższa zakrystia i skarbiec, kruchty oraz wieńcząca wszystko kopuła z akcentem wysokościowym wieżyczki – sygnaturki. Okna rozmieszczone były w osi ramion transeptu od północy i południa oraz symetrycznie w transepcie, od wschodu. Para okien doświetlała od wschodu prezbiterium. Nie wiadomo, jak wyglądała elewacja zachodnia – fasada kościoła. Była na pewno bezwieżowa, bo taki element zwróciłby uwagę opisujących. Akcent wysokościowy, widoczny z dala stanowiła wolno stojąca dzwonnica, oddalona o około 20 metrów na zachód od kościoła. Kościół był ogrodzony drewnianym ogrodzeniem i ocieniony wiekowymi lipami. Wokół kościoła, w granicach ogrodzenia, znajdował się najstarszy cmentarz zawojski.
Tak opisany kościół można bez wahania zaliczyć do grupy drewnianych świątyń barokowych, których budowniczowie, używając drewnianego tworzywa, chcieli dorównać stylowej architekturze budowlanej. Przy budowie kościoła w Zawoi musiał być zaangażowany architekt lub warsztat ciesielski o dużych ambicjach zawodowych. Plan kościoła krzyżowo-kopułowego, z krótkim i szerokim korpusem nawowym, ma w architekturze kościoła katolickiego dużą tradycję i włoski rodowód. Niezależnie od tego, jaki wskażemy konkretnie prawzór dla tego typu rozwiązań przestrzennych, trzeba odwoływać się do najlepszych realizacji nowożytnych. Kościoły krzyżowo-kopułowe bywają określane jako zredukowane i uproszczone nawiązania do wzoru bazyliki św. Piotra w Rzymie, czy rzymskiego Il Gesu – kościoła jezuitów, wzorca dla nieskończonej liczby europejskich świątyń doby baroku.
W architekturze takiego kościoła dopatrywano się treści symbolicznych. Plan krzyża odczytywano jako bezpośrednie nawiązanie do Krzyża i Męki Chrystusa, czyli był to kształt najbardziej odpowiedni dla świątyni chrześcijańskiej. Kopułę, zgodnie z antyczną jeszcze tradycją, odczytywano jako symbol nieba. Plan łączył zalety funkcjonalne kościoła centralnego i podłużnego, kierował uwagę wiernych na ołtarz główny i odpowiadał najlepiej regułom i zaleceniom liturgicznym soboru trydenckiego. O ile typ takiego kościoła był spotykany w architekturze murowanej, o tyle realizacje z drewna należą do wyjątków.
W skali całej Małopolski jedynym znanym pokrewnym kościołem o dyspozycji krzyżowo-kopułowej jest kościół w Mnichowie w województwie świętokrzyskim, wzniesiony po 1754. W szeroko pojętym sąsiedztwie można odszukać wprawdzie trzy drewniane, barokowe świątynie o układzie krzyżowym, jednak żadna nie ma kopuły. Stylowo najbardziej zaawansowany jest wśród nich kościół z Przytkowic, wzniesiony na planie krzyża greckiego około 1733.

### Obecny kościół fundacji habsburskiej od 1888

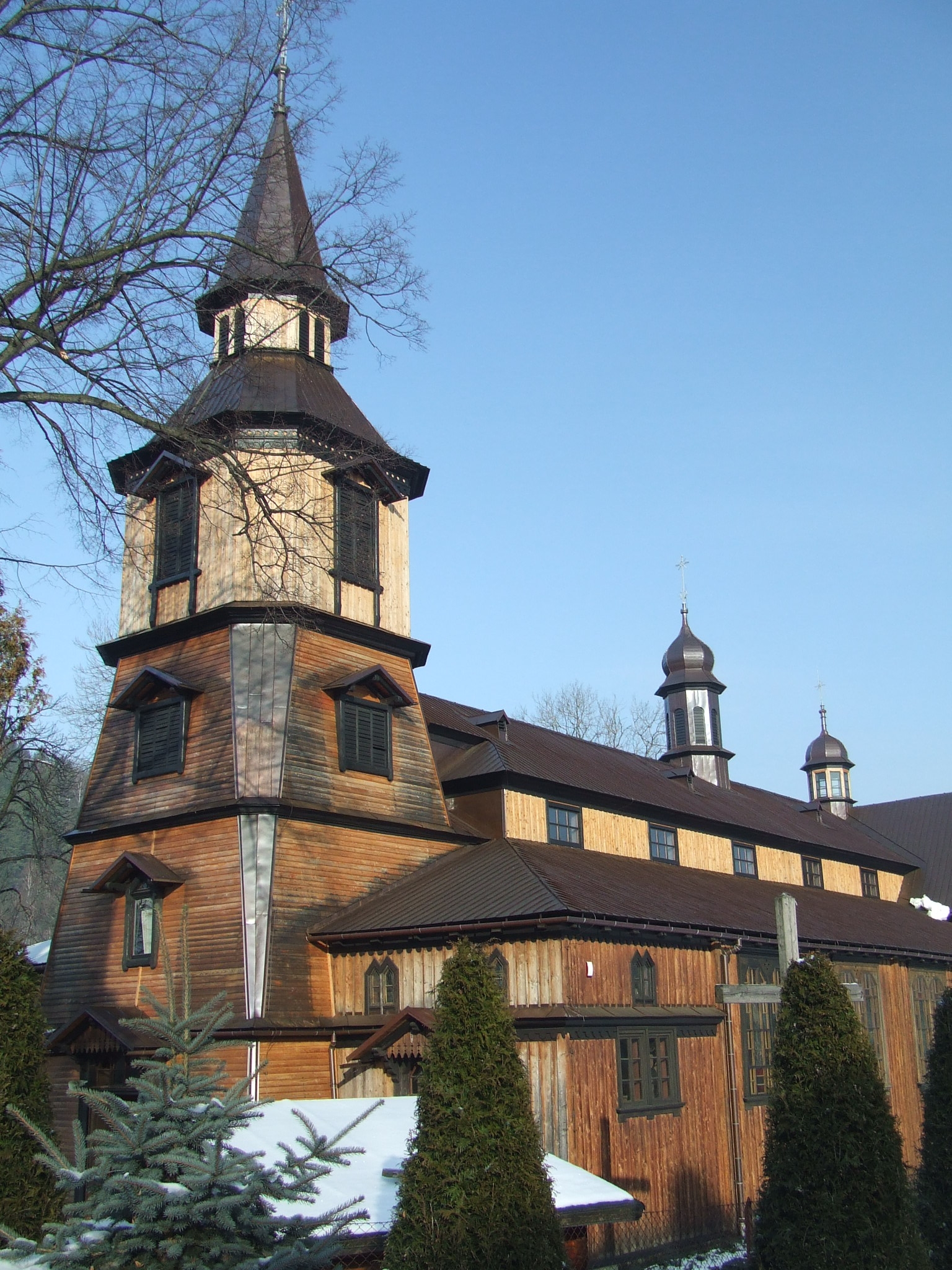
Kościół parafialny

Na miejscu pierwszego kościoła znajduje się obecny kościół parafialny. Kościół parafialny położony jest na wysokości 536 metrów n.p.m. W 1888 kosztem arcyksięcia żywieckiego Albrechta Habsburga, który wykonanie projektu zlecił swojemu nadwornemu budowniczemu Karolowi Pietschka, prace rozpoczęto i ukończono w 1888 na miejscu małego kościółka rozpoczęto budowę obszernego kościoła z drewna w formie krzyża. Prace zakończono w 1919 r. W tym samym roku kościół został konsekrowany. Jego bryła odbiega od stereotypowego wizerunku drewnianego kościółka polskiego, nawiązując do wzorów niemieckich i szwajcarskich. We wnętrzu świątyni znajduje się polichromia z 1930 r. wykonana przez artystów z Krakowa (Zygmunt Milli, Stanisław Milli i Marian Arczyński). Od zachodu dobudowana jest czterokondygnacyjna wieża konstrukcji słupowo-ramowej, przechodząca stopniowo z kwadratu w ośmiobok. Nakrywa ją hełm ostrosłupowy. Wnętrze kościoła nakrywają stropy, których konstrukcja wsparta jest na ścianach nośnych i żeliwnych kolumnach. Nad skrzyżowaniem naw znajduje się pozorna kopuła. Wyposażenie świątyni jest późnobarokowe. W ołtarzu głównym znajdują się obrazy Matki Boskiej Niepokalanie Poczętej. Drewniana ambona dekorowana jest ornamentem późnobarokowym. Kamienna chrzcielnica barokowa nakryta jest drewnianą, rokokową pokrywą.

## Hierarchowie kościelni w zawojskiej parafii

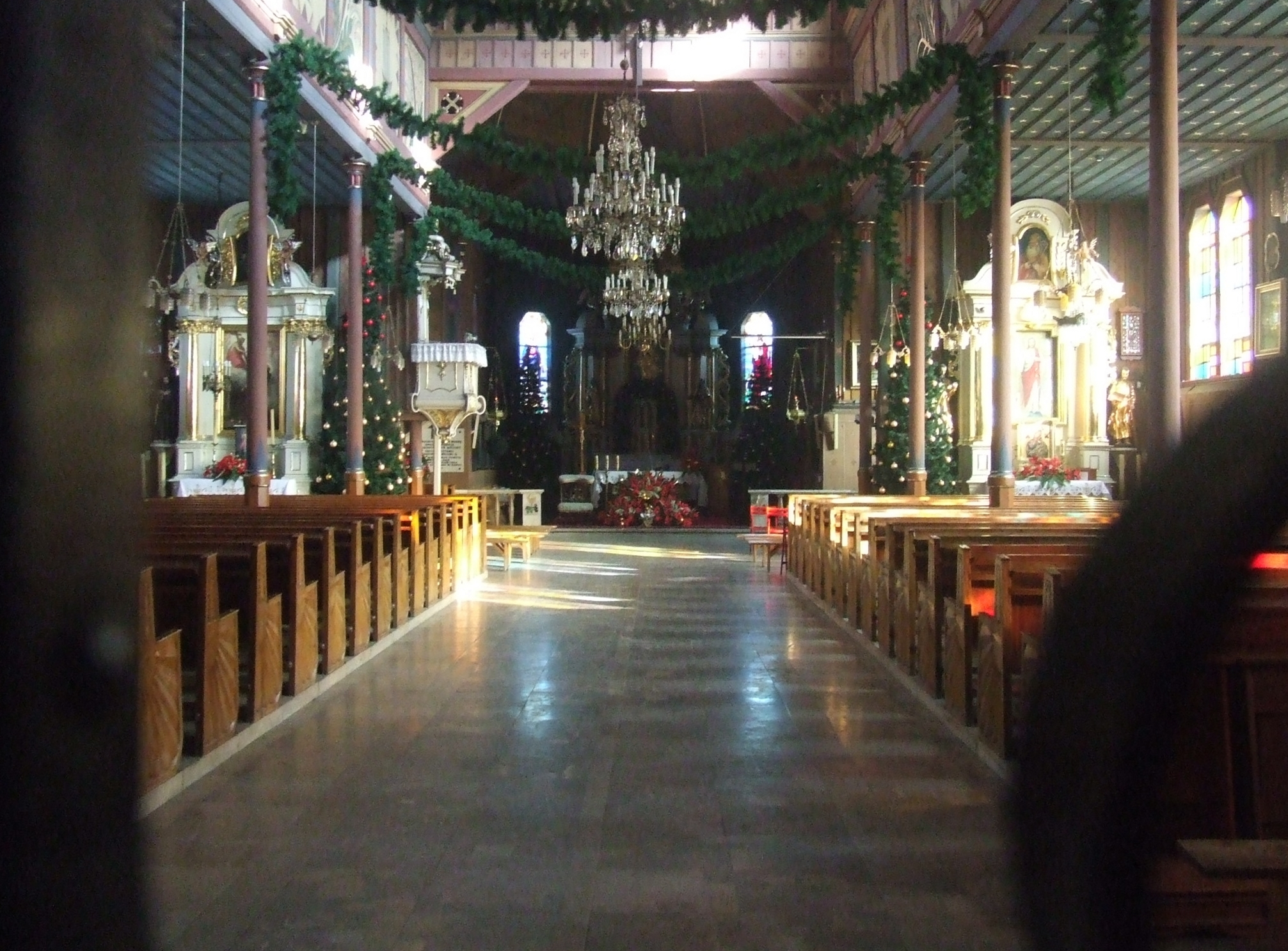
Wnętrze kościoła

Parafię w Zawoi odwiedzali liczni hierarchowie kościelni. Według kroniki parafialnej, Karol Wojtyła jako arcybiskup krakowski przebywał w Zawoi trzykrotnie. Ostatni raz Zawoję kardynał Karol Wojtyła odwiedził po powrocie z Rzymu, po wyborze swojego poprzednika Jana Pawła I.
W 1950 w zawojskim kościele parafialnym mszę świętą prymicyjną odprawił kardynał Marian Jaworski obecny arcybiskup metropolita lwowski. Do dzisiaj kardynał Jaworski odwiedza Zawoję w styczniu każdego roku z kolędową wizytą duszpasterską.
Kardynał Franciszek Macharski, metropolita krakowski (zmarł w 2016 r.), wizytował zawojską parafię dwukrotnie, w 1988 i 2001 r. We wrześniu 2006 r. parafię wizytował kardynał Stanisław Dziwisz obecny metropolita krakowski.
29 maja 2008 roku parafię odwiedził biskup Jan Szkodoń, biskup pomocniczy archidiecezji krakowskiej i udzielił młodzieży sakramentu bierzmowania.

## Współcześnie
Parafia liczy niespełna cztery tysiące osób. Jej proboszczem od 2024 oku jest ks. kanonik Arkadiusz Zych.
Na terenie parafii znajdują się Dom Sióstr Felicjanek oraz Dom Sióstr Salwatorianek.
Przy parafii działa wiele grup zrzeszających młodzież nie tylko z Zawoi ale i z okolic. Są to: Róże Różańcowe, Katolickie Stowarzyszenie Młodzieży, Ruch Światło-Życie, Rada Duszpasterska, Zespół Charytatywny, Stowarzyszenie Świeckie św. Franciszka, chór parafialny, schola dziecięca, ministranci, lektorzy. 

## Duszpasterze

### Proboszczowie
- ks. infułat Marcin Leśniak od 1835 do 1855
- ks. Franciszek Ksawery Würfel od 1855 do 1860
- ks. Jan Chryzostom Warzecha od 1861 do 1876
- ks. Michał Jurkowski od 1877 do 1897
- ks. kanonik Bronisław Niklewicz od 1897 do 1911
- ks. Franciszek Kliś od 1911 do 1918
- ks. prałat Adam Górkiewicz od 1918 do 1935
- ks. kanonik Józef Świąder od 1935 do 1947
- ks. kanonik Franciszek Sitko od 1947 do 1955
- ks. Piotr Czańba od 1955 do 1957 administrator
- ks. prałat Władysław Wądrzyk od 1957 do 1966 administrator, od 1966 do 1987, proboszcz
- ks. kanonik Ryszard Więcek od 1987 do 2019
- ks. kanonik Janusz Kosowski od 2019 do 2024
- ks. kanonik Arkadiusz Zych od 2024